# Raïs Hamidou (Algeria)
Raïs Hamidou (în arabă الرايس حميدو) este o comună din provincia Alger, Algeria.
Populația comunei este de 28.451 de locuitori (2008).